# Кралят и аз (филм, 1999)
„Кралят и аз“ (на английски: The King and I) е американски анимационен филм от 1999 г. на режисьора Ричард Рич. Това е единствения анимационен филм на компанията „Морган Крийк Ентъртейнмънт“. Филмът е римейк на едноименния филм от 1956 г. Озвучаващия състав се състои от Миранда Ричардсън (Леоновенс), Мартин Виднович (Монгкът), Иън Ричардсън, Даръл Хамънд и Адам Уайли. Музиката, песните, и някои от имената на героите идват от едноименния мюзикъл от 1951 г. на Ричард Роджърс и Оскар Хамърщайн III.
„Кралят и аз“ е пуснат на 19 март 1999 г., осем месеца преди „Анна и кралят“, игрална адаптация на същата история.

## Актьорски състав
- Миранда Ричардсън – Ана Леоноуенс
- Кристиан Нол – Ана Леоноуенс (вокал)
- Мартин Виднович – Крал Монгкът от Сиам
- Алън Д. Хонг – Принц Чулалонгкорн
- Дейвид Бърнам – Принц Чулалонгкорн (вокал)
- Арми Арейб – Тъптим
- Трейси Венър Уоръм – Тъптим (вокал)
- Иън Ричардсън – Кралахом
- Даръл Хамънд – Майстор Литъл
- Адам Уайли – Луис Леоноуенс
- Шон Смит – Сър Едуард Рамси
- Франк Уелкър – Рама, Тъскър и Мунший
- Джей Ей Фуджили – Първата съпруга
- Кен Бейкър – Капитан Ортън
- Ед Трола – Капитанът на сър Едуард
- Антъни Мозди – Емисар на Бърмийс
- Александра Лай – Принцеса Инг
- Катрин Лай – Принцеса Наоми
- Марк Хънт – Иконом
- Би Кей Точи – Войник

## В България
В България филмът е разпространен на видеокасета от „Александра Видео“ на 26 юли 2000 г.
През 2018 г. е излъчен в интернет платформата Voyo с български войсоувър дублаж, записан в студио „Медиа Линк“. Екипът се състои от:
| Озвучаващи артисти  | Гергана Стоянова Ася Рачева Цветослава Симеонова Георги Стоянов Даниел Цочев |
| Преводач            | Вилма Карталска                                                              |
| Тонрежисьор         | Емил Енев                                                                    |
| Режисьор на дублажа | Мария Ангелова                                                               |